# Луїс Альберто дос Сантос
Луїс Альберто дос Сантос (порт. Luís Alberto Santos dos Santos, нар. 11 листопада 1983, Салвадор) — бразильський футболіст, півзахисник клубу «Тондела».

## Ігрова кар'єра
Народився 11 листопада 1983 року в місті Салвадор. Вихованець футбольної школи клубу «Баїя». Дорослу футбольну кар'єру розпочав 2002 року в основній команді того ж клубу, в якій провів чотири сезони, взявши участь лише у 30 матчах чемпіонату, а також 2013 року виграв з командою чемпіонат штату Баїя. У сезоні 2005/06 грав на правах оренди за саудівський клуб «Аль-Іттіфак».
З січня 2007 року захищав кольори «Сан-Каетану» у Серії Б. Своєю грою за команду привернув увагу представників тренерського штабу клубу «Крузейру» з Серії А, до складу якого приєднався в вересні 2007 року. Відіграв за команду з Белу-Оризонті наступний рік своєї ігрової кар'єри, проте закріпитись в команді не зумів.
В липні 2008 року уклав контракт з португальським клубом «Насьонал», у складі якого провів наступні три з половиною роки своєї кар'єри гравця. Більшість часу, проведеного у складі «Насьонала», був основним гравцем команди.
На початку 2012 року перейшов в «Брагу», але закріпитись в команді не зумів, зігравши до кінця сезону лише у двох матчах чемпіонату, виходячи на заміну. Через це другу половину року Луїс Альберто провів на правах оренди за «ЧФР Клуж». 5 грудня 2012 року бразилець забив єдиний і переможний гол у матчі групового етапу проти «Манчестер Юнайтед» на «Олд Траффорд» та допоміг команді вперше в історії виграти у англійської команди. Незважаючи на перемогу, його команда не змогла претендувати вийти з групи.
Протягом 2013 року виступав на батьківщині за «Віторію», після чого наступний рік провів у японському клубі «Касіма Антлерс».
З початку 2015 року залишався без клубу і лише влітку підписав контракт з португальською «Тонделою». Відтоді встиг відіграти за клуб з Тондели 6 матчів в національному чемпіонаті.

## Досягнення
- Чемпіон штату Баїя: 2013